# Panzós
Panzós (del Poqomchí, significa pueblo entre sarro) es un municipio del departamento de Alta Verapaz en la República de Guatemala). De acuerdo al censo oficial de 2002, tiene una población de 62 125 habitantes.
El municipio fue constituido como tal en 1861, y era un importante puerto fluvial utilizado para la exportación del café luego de la extensa expropiación de tierras indígenas y concesiones a familias alemanas durante el gobierno de Justo Rufino Barrios; la producción era llevada en yuntas por las maltrechas veredas, o en piraguas por los riachuelos que desembocaban en el área. De allí era transportada en embarcaciones de mayor calado hacia el mar Caribe y luego a Europa o a otros destinos.
El sistema arcaico de producción cambió radicalmente en la década de 1890, con la construcción del Ferrocarril Verapaz, en donde el producto er allevado por tren a Panzós y de allí era embarcado en vapores para que lo sacaran por el río Polochic.
Luego del establecimiento de la empresa minera canadiense EXMIBAL y la formación de la Franja Transversal del Norte, ambos durante el gobierno de Carlos Arana Osorio, la situación para los campesinos de la región se tornó muy difícil y decidieron protestar al respecto el 29 de mayo de 1978;  numerosas personas de muchos lugares de la Franja se reunieron en Panzós para protestar pacíficamente contra las condiciones de vida imperantes, pero por razones aun no del todo esclarecidas, el ejército abrió fuego sobre los manifestantes. Este evento se conoció como la Masacre campesina de Panzós y marcó el inicio del recrudecimiento de la Guerra Civil de Guatemala.

## Toponimia
Existen dos teorías respecto al origen del significado del nombre Panzós: 
1. En 1857 emigrantes procedentes del norte del Departamento de Alta Verapaz se asentaron en las fértiles márgenes del Río Polochic en un área que llamaron «Panzós», nombre que se deriva de las sílabas «pan» -«dentro de» - y Zos  -«aguas verdes» en la lengua Poqomchí.[cita requerida]
2. En los ríos que se encuentran en este lugar existen muchas piedras en las que se forma «sarro». Combinando sarro con la palabra “pan” en idioma Poqomchí se original el nombre «Pueblo entre sarro».[cita requerida]

## Demografía
El 96% de la población total es indígena.  De este porcentaje, , el 93% habla el idioma q´eqchi´ y el otro 3% habla k'iche', k'aqchiquel u otro idioma indígena. El idioma español es el oficial de la República, y muchos los hablan para comunicarse con el resto del país.

## Geografía física
El municipio de Panzós cubre un área de 638 km² y tiene una altitud de media de 203 m s. n. m..

### Clima
La cabecera municipal de Panzós tiene clima tropical (Clasificación de Köppen: Am).
| Parámetros climáticos promedio de Panzós | Parámetros climáticos promedio de Panzós | Parámetros climáticos promedio de Panzós | Parámetros climáticos promedio de Panzós | Parámetros climáticos promedio de Panzós | Parámetros climáticos promedio de Panzós | Parámetros climáticos promedio de Panzós | Parámetros climáticos promedio de Panzós | Parámetros climáticos promedio de Panzós | Parámetros climáticos promedio de Panzós | Parámetros climáticos promedio de Panzós | Parámetros climáticos promedio de Panzós | Parámetros climáticos promedio de Panzós | Parámetros climáticos promedio de Panzós |
| Mes                                      | Ene.                                     | Feb.                                     | Mar.                                     | Abr.                                     | May.                                     | Jun.                                     | Jul.                                     | Ago.                                     | Sep.                                     | Oct.                                     | Nov.                                     | Dic.                                     | Anual                                    |
| ---------------------------------------- | ---------------------------------------- | ---------------------------------------- | ---------------------------------------- | ---------------------------------------- | ---------------------------------------- | ---------------------------------------- | ---------------------------------------- | ---------------------------------------- | ---------------------------------------- | ---------------------------------------- | ---------------------------------------- | ---------------------------------------- | ---------------------------------------- |
| Temp. máx. media (°C)                    | 30.4                                     | 32.0                                     | 33.6                                     | 34.8                                     | 34.6                                     | 34.1                                     | 33.2                                     | 33.2                                     | 33.2                                     | 32.4                                     | 31.0                                     | 30.3                                     | 32.7                                     |
| Temp. media (°C)                         | 26.0                                     | 26.7                                     | 28.1                                     | 29.1                                     | 29.4                                     | 29.2                                     | 28.8                                     | 28.7                                     | 28.5                                     | 28.0                                     | 26.8                                     | 26.0                                     | 27.9                                     |
| Temp. mín. media (°C)                    | 21.7                                     | 21.4                                     | 22.6                                     | 23.5                                     | 24.3                                     | 24.3                                     | 24.4                                     | 24.0                                     | 23.8                                     | 23.6                                     | 22.6                                     | 21.8                                     | 23.2                                     |
| Precipitación total (mm)                 | 85                                       | 54                                       | 66                                       | 70                                       | 216                                      | 503                                      | 525                                      | 381                                      | 380                                      | 244                                      | 124                                      | 101                                      | 2749                                     |
| Fuente: Climate-Data.org                 |                                          |                                          |                                          |                                          |                                          |                                          |                                          |                                          |                                          |                                          |                                          |                                          |                                          |

### Ubicación geográfica
Panzós se encuentra en el departamento de Alta Verapaz; sus colindancias son las siguientes:
- Norte: Senahú y Cahabón, municipios del departamento de Alta Verapaz
- Sur: Teculután y Río Hondo, municipios del departamento de Zacapa
- Este: El Estor, municipio del  Departamento de Izabal
- Oeste: 
  - Tucurú, Santa Catalina La Tinta, municipios del departamento de Alta Verapaz
  - Purulhá, municipio del departamento de Baja Verapaz[7]

|                                               | Norte: Senahú Cahabón    |                |
| Oeste: Tucurú Santa Catalina La Tinta Purulhá |                          | Este: El Estor |
|                                               | Sur: Teculután Río Hondo |                |

## Gobierno municipal
Los municipios se encuentran regulados en diversas leyes de la República, que establecen su forma de organización, lo relativo a la conformación de sus órganos administrativos y los tributos destinados para los mismos.  Aunque se trata de entidades autónomas, se encuentran sujetos a la legislación nacional y las principales leyes que los rigen desde 1985 son:
| N.º | Ley                                                | Descripción |
| --- | -------------------------------------------------- | --- |
| 1   | Constitución Política de la República de Guatemala | Tiene una regulación legal específica para los municipios en los artículos 253 al 262. |
| 2   | Ley Electoral y de Partidos Políticos              | Ley de carácter constitucional aplicable a los municipios en el tema de la conformación de sus autoridades electas. |
| 3   | Código municipal                                   | Decreto 12-2002 del Congreso de la República de Guatemala. Tiene la categoría de ley ordinaria y contiene preceptos generales aplicables a todos los municipios, e inclusive contiene legislación referente a la creación de los municipios.             |
| 4   | Ley de Servicio Municipal                          | Decreto 1-87 del Congreso de la República de Guatemala. Regula las relaciones entra la municipalidad y los servidores públicos en materia laboral. Tiene su base constitucional en el artículo 262 de la constitución que ordena la emisión de la misma. |
| 5   | Ley General de Descentralización                   | Decreto 14-2002 del Congreso de la República de Guatemala. Regula el deber constitucional del Estado, y por ende del municipio, de promover y aplicar la descentralización y desconcentración económica y administrativa.                                |

El gobierno de los municipios está a cargo de un Concejo municipal mientras que el código municipal —ley ordinaria que contiene disposiciones que se aplican a todos los municipios— establece que «el concejo municipal es el órgano colegiado superior de deliberación y de decisión de los asuntos municipales […] y tiene su sede en la circunscripción de la cabecera municipal»; el artículo 33 del mencionado código establece que «[le] corresponde con exclusividad al concejo municipal el ejercicio del gobierno del municipio».
El concejo municipal se integra con el alcalde, los síndicos y concejales, electos directamente por sufragio universal y secreto para un período de cuatro años, pudiendo ser reelectos.
Existen también las Alcaldías Auxiliares, los Comités Comunitarios de Desarrollo (COCODE), el Comité Municipal del Desarrollo (COMUDE), las asociaciones culturales y las comisiones de trabajo. Los alcaldes auxiliares son elegidos por las comunidades de acuerdo a sus principios y tradiciones, y se reúnen con el alcalde municipal el primer domingo de cada mes, mientras que los Comités Comunitarios de Desarrollo y el Comité Municipal de Desarrollo organizan y facilitan la participación de las comunidades priorizando necesidades y problemas.

## Historia
El valle del río Polochic estuvo habitado desde tiempos remotos por población kekchí y pokomchí. La fundación del municipio fue el 11 de octubre de 1861. Posteriormente, en el decreto gubernativo N.º 38 de 1871, por el que se convocó a los pueblos para la elección de diputados a la Constituyente liberal, apareció Panzós como uno de los pueblos del distrito N.º 35, que correspondía al departamento de Izabal. En 1891 Panzós pasó a formar parte de Alta Verapaz en forma definitiva. 

### Tras la Reforma Liberal
Tras la Reforma Liberal de 1871, el presidente Justo Rufino Barrios (1873-1885) comenzó la adjudicación de tierras de la zona a agricultores alemanes..  El Decreto 170 (o Decreto de Redención de Censos) facilitó la expropiación de las tierras a los indígenas en favor de los alemanes, al propiciar la venta en pública subasta de las tierras comunales.  Desde esta época, la principal actividad económica fue la agroexportadora, especialmente de café, banano y cardamomo. La propiedad comunal, dedicada a cultivos de subsistencia, se convirtió en propiedad privada dirigida al cultivo y comercialización a gran escala de productos agrarios. Por tanto, las características fundamentales del sistema productivo, fueron desde esa época la acumulación de la propiedad en pocas manos, y una especie de «servidumbre de finca», basada en la explotación de los «mozos colonos».
En la década de 1880, Panzós era un importante puerto fluvial utilizado para la exportación del café; la producción era llevada en yuntas por las maltrechas veredas, o en piraguas por los riachuelos que desembocaban en el área. De allí era transportada en embarcaciones de mayor calado hacia el mar Caribe y luego a Europa o a otros destinos.  Sin embargo, este sistema arcaico de producción cambió radicalmente en la década de 1890, con la construcción del Ferrocarril Verapaz.

### Ferrocarril Verapaz
1. Pancajché
2. Santa Catalina La Tinta
3. Panzós
4. Cobán

El Ferrocarril Verapaz fue fundado el 15 de enero de 1894 mediante la firma de un contrato por noventa años entre el estado de Guatemala -presidido por el General José María Reina Barrios- y el señor Walter Dauch, representante de la compañía «Ferrocarril Verapaz & Agencia del Norte Limitada». Este contrato preveía la construcción, mantenimiento y explotación de un tramo de ferrocarril entre el Puerto Fluvial de Panzós y el paraje de Pancajché, de treinta millas de extensión. El tren de pasajeros hacía sus servicios dos veces a la semana, los días lunes y jueves; además los días miércoles de cada semana llegaba al municipio de Panzós un barco de correos con pasajeros y carga procedente de Livingston (Izabal), Izabal. Además de las terminales en Panzós y Pancajché, había estaciones en Santa Rosita, La Tinta, y Papalhá.
En 1898, se reportó que dada la riqueza del café producido en Cobán, que en ese entonces era la tercera ciudad más grande de Guatemala, se estaba ampliando el ferrocarril desde Panzós hasta esa ciudad.  El ferrocarril estuvo en uso continuo hasta 1965.

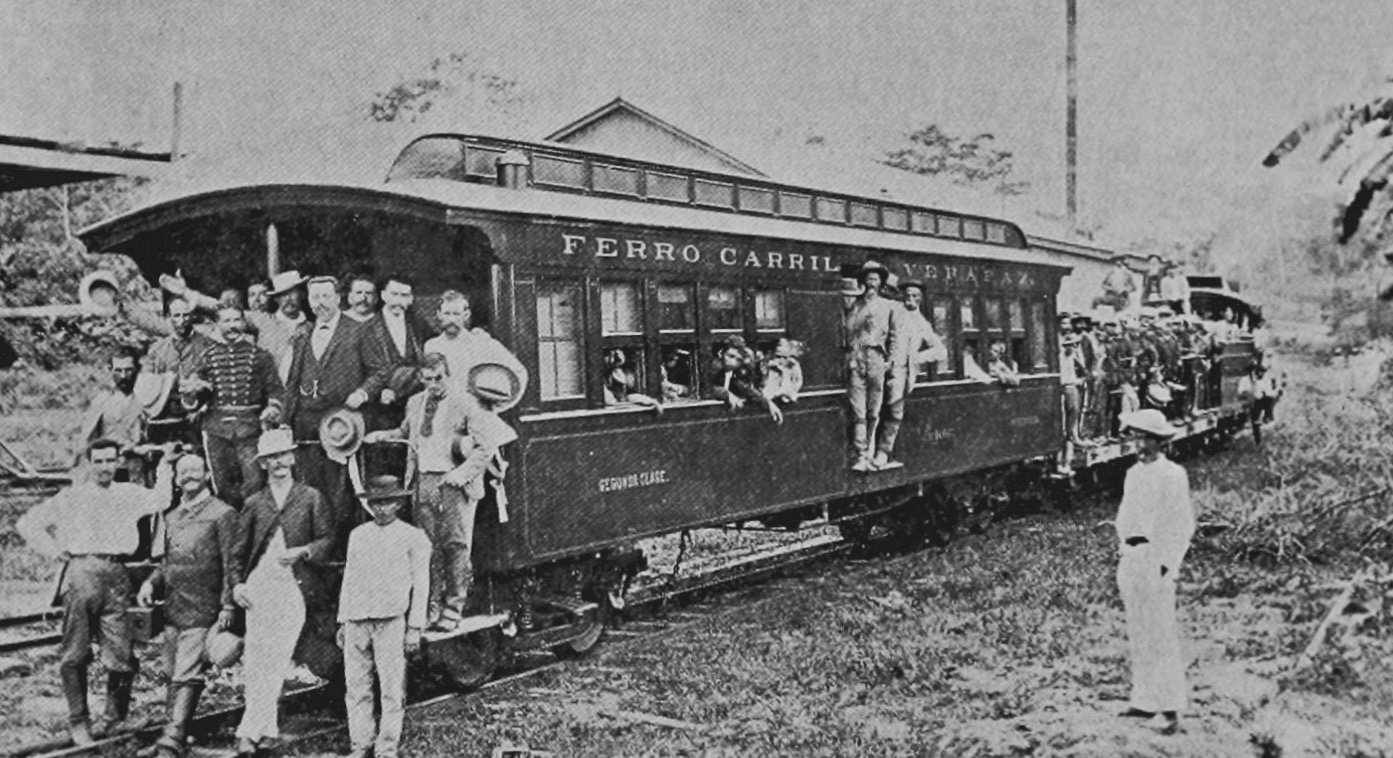
Viaje inaugural del Ferrocarril Verapaz en 1894.
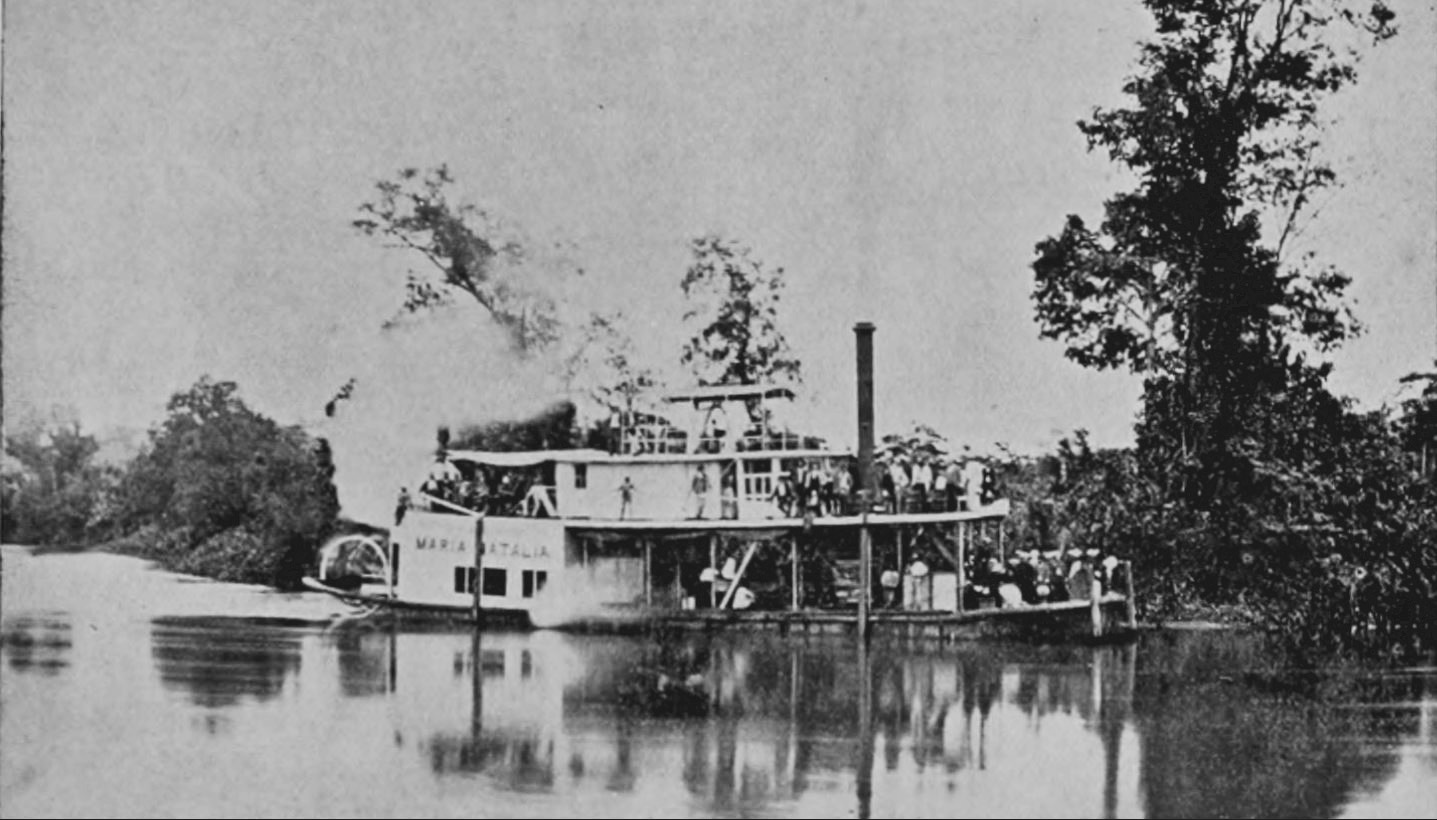
Vapor del ferrocarril Verapaz navegando por el río Polochic.
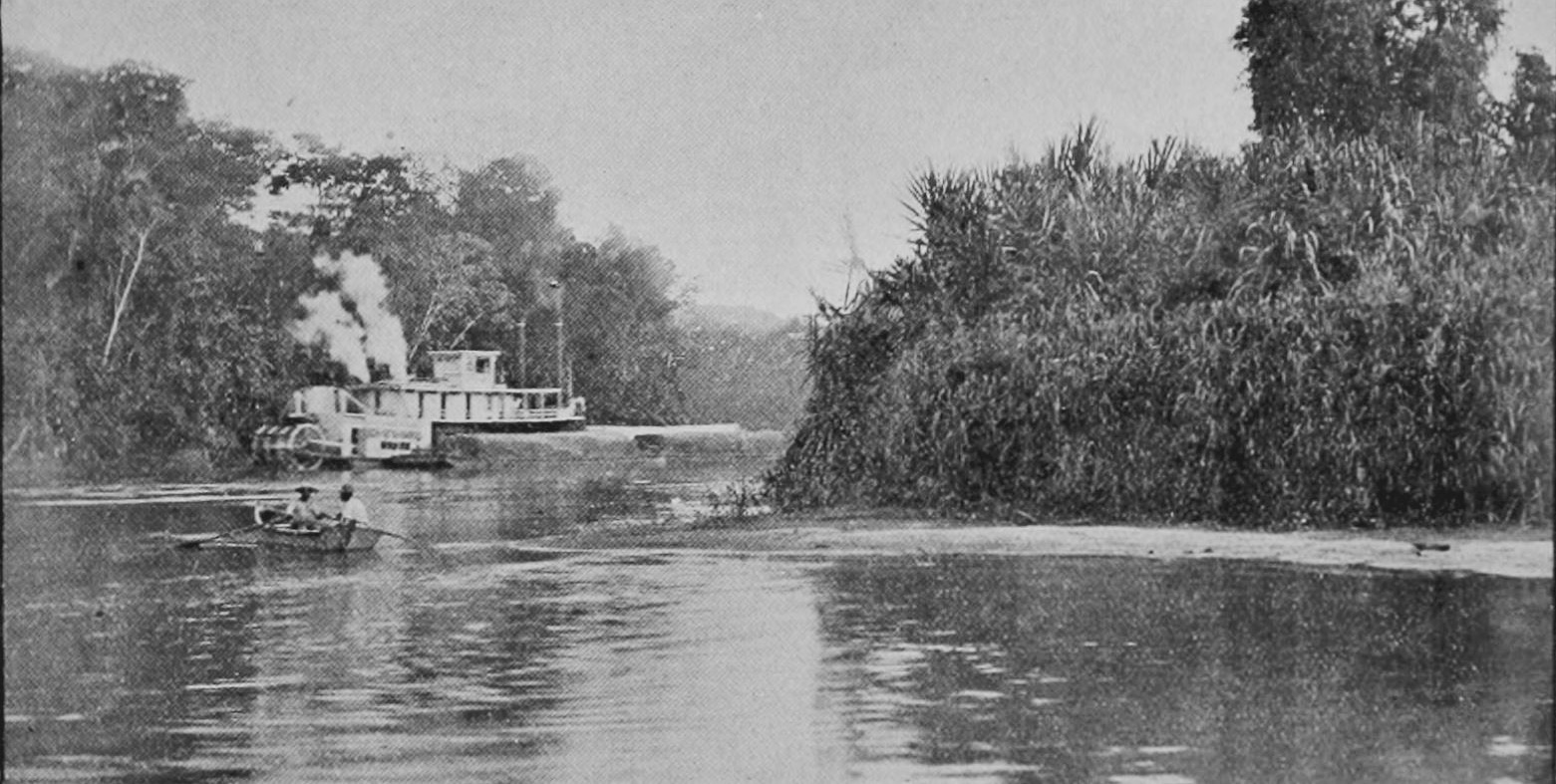
Vapor del ferrocarril Verapaz transportando café.
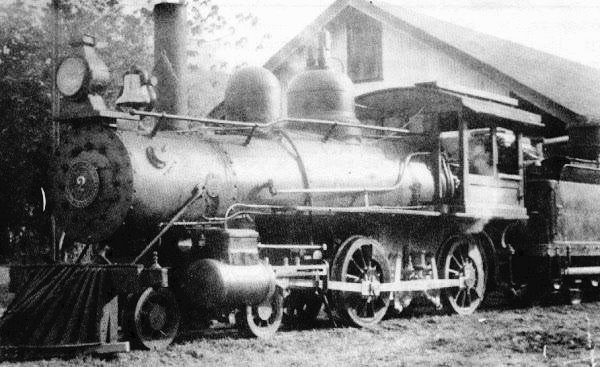
Locomotora del ferrocarril Verapaz en la década de 1900.

### Tras la contrarrevolución de 1954
En 1954, con el golpe de Estado de la Liberación dirigido por la CIA de los Estados Unidos y la compañía trasnacional estadounidense United Fruit Company, la mayoría de las tierras fueron expropiadas, y adjudicadas a los antiguos terratenientes. Flavio Monzón fue nombrado alcalde municipal y en los siguientes veinte años se convertiría en uno de los más grandes terratenientes de la zona. Al inicio de los sesenta Flavio Monzón compró la finca San Vicente, después adquirió Canarias, San Luis, Las Tinajas, y finalmente Sechoc.
En 1964, varias comunidades asentadas durante décadas en la orilla del río Polochic reclamaron títulos de propiedad al INTA (Instituto Nacional de Transformación Agraria), creado en octubre de 1962. Sin embargo, las tierras fueron adjudicadas a Flavio Monzón. Un campesino maya de Panzós afirmó que Flavio Monzón «sacó las firmas de los ancianos para ir a pedir las tierras al INTA. Cuando volvió, reunió a la gente y dijo que, por equivocación del INTA, la tierra había salido a su nombre». El INTA también se encargó de colonizar la Franja Transversal del Norte (FTN), la cual fue definida en 1964 como la parte norte de los departamentos de Huehuetenango, Quiché, Alta Verapaz e Izabal y luego fue creada oficialmente durante el gobierno del general Carlos Arana Osorio en 1970, mediante el Decreto 60-70 en el Congreso de la República, para el establecimiento de desarrollo agrario;  al principio, la FTN tenía un gran potential agropecuario y para la explotación de maderas preciosas, pero luego a partir de 1974, se empezó a explotar petróleo comercialmente en las cercanías de la FTN a raíz de los descubrimientos realizados por las petroleras Basic Resources y Shenandoah Oil, que operaban conjuntamente en el campo petrolero de Rubelsanto, Alta Verapaz.

### Masacre de Panzós
En 1973 habitaban el municipio 25 261 personas, de las cuales un 93 % eran maya kekchi. A lo largo de los años setenta, los campesinos de Panzós siguieron reclamando al INTA la regularización de la propiedad de las tierras. Recibían asesoría legal de la FASGUA (Federación Autónoma Sindical de Guatemala), organización que apoyaba las reivindicaciones campesinas mediante procedimientos legales. Sin embargo, ningún campesino recibió el título de propiedad. Unos, obtuvieron promesas otros, títulos de propiedad provisionales, y también los hubo que sólo recibieron permisos para sembrar.  Los campesinos empezaron a sufrir desalojos de sus tierras por parte de finqueros, militares y autoridades locales a favor de los intereses económicos de la compañía Explotaciones Mineras de Izabal (EXMIBAL), además de la explotación minera de otros minerales por la empresa Transmetales, S.A. y los proyectos de explotación y exploración de petróleo: Exxon, Shenandoah y los contratos de Hispanoil y Getty Oil en la Franja Transversal del Norte, al igual que la necesidad de expansión territorial para el embalse de la Planta Hidroeléctrica Chixoy.
En 1978 se instaló un destacamento militar a pocos kilómetros de la cabecera municipal de Panzós, en un lugar conocido como Quinich. En esta época progresó la capacidad de organización de los campesinos, a través de los comités que reivindicaban la titulación de las tierras, fenómeno que preocupó al sector terrateniente. Algunos de estos propietarios ―entre los que se encontraba Flavio Monzón― afirmaron: «Varios campesinos residentes en las aldeas y caseríos quieren incendiar la población urbana con fines de invadir propiedades privadas», y solicitaron protección al gobernador de Alta Verapaz.
En mayo de 1978 varios finqueros se reunieron con el gobernador de Alta Verapaz y, considerando que «las concentraciones de campesinos que han venido sucediéndose provocan alarma entre la población pacífica [...] [los finqueros solicitan] protección para los habitantes; pues hay un destacamento militar a siete kilómetros de la cabecera municipal que podría trasladarse a la cabecera municipal en vista de que no hay Policía Nacional para prevenir cualquier desorden». El gobernador departamental respondió: «Se tomarán las medidas para contrarrestar cualquier desorden que llegara a cometerse de parte del grupo de campesinos provocadores».
Hacia el 24 o 25 de mayo de 1978, un contingente militar de unos 30 soldados se trasladó de Quinich al salón municipal de Panzós. Cuando un periodista le preguntó al alcalde Walter Overdick García acerca de la razón de la presencia del Ejército en la cabecera municipal, el funcionario respondió: «Se debe a que mucha gente pidió personalmente que el Ejército viniera a ver la tranquilidad del lugar, porque se daban cuenta de que aquí se me amotinaban trescientos, cuatrocientos campesinos».
Varios comuneros de Panzós que viajaron a la capital, manifestaron a los medios de comunicación que los terratenientes «ya los habían amenazado con echarles el destacamento de Zacapa si continuaban alegando sus derechos en las tierras de las Verapaces».
El 27 de mayo de 1978, cuando varios campesinos del barrio San Vicente (en Panzós) fueron a sembrar maíz a orillas del río Polochic, aparecieron los hijos de un terrateniente de la zona, acompañados por varios soldados armados, y los intimidaron para que dejaran de reclamar tierras. Ese mismo día los militares detuvieron a dos campesinos del barrio La Soledad, y maltrataron a otros. Hubo algunos disturbios menores, y uno de los campesinos indígenas resultó muerto.
El 28 de mayo, campesinos del barrio La Soledad y de la aldea Cahaboncito entregaron un documento preparado por FASGUA al alcalde Walter Overdick García, con el fin de que este lo leyera en público. En el documento, FASGUA solicitaba al alcalde que intercediera «en favor de los campesinos y tratara de solucionar los problemas por ellos planteados».
El 29 de mayo de 1978, para insistir en el reclamo de la tierra y manifestar el descontento ocasionado por los actos arbitrarios de los terratenientes y de las autoridades civiles y militares, campesinos de las aldeas Cahaboncito, Semococh, Rubetzul, Canguachá, Sepacay, finca Moyagua y barrio La Soledad, decidieron realizar una manifestación pública en la plaza de Panzós. Cientos de hombres, mujeres, niños y niñas indígenas se dirigieron a la plaza de la cabecera municipal de Panzós, cargando sus instrumentos de trabajo, machetes y palos. Una de las personas que participó en la manifestación afirma: «La idea no era pelear con nadie, lo que se pedía era la aclaración de la situación de la tierra. La gente venía de varios lugares y no tenían armas de fuego».  Ese mismo día, el Ejército perpetró en este lugar la masacre de Panzós: ametralló a varios centenares de indígenas que se manifestaban pacíficamente en la plaza de la localidad. Murieron al menos 53, y 47 quedaron heridos.